# Nicolaas Zannekin
Nicolaas Zannekin (? – 23. august 1328) var en flamsk bondeleder, bedst kendt for sin rolle i Bondeoprøret i Flandern 1323-1328.
Nicolaas Zannekin var en rig bonde fra Lampernisse. I begyndelsen af det 14. århundrede påtog Zannekin sig rollen som leder af det store bondeoprør rettet mod Greven af Flandern Ludvig 1. af Flandern, hans brandbeskatning og pro-franske politikker.
Zannekin og hans mænd erobrede byerne Nieuwpoort, Veurne, Ieper, og Kortrijk. I Kortrijk formåede Zannekin at tage greven til fange. Forsøg på at indtage Gent og Oudenaarde i 1325 mislykkedes hvorefter den franske konge Karl IV greb ind og Ludvig blev løsladt igen i februar 1326 og der blev underskrevet en fredsaftale.
Freden brød imidlertid snart sammen og Ludvig flygtede til Frankrig, hvor det lykkedes ham at overtale den nye konge Filip IV at komme ham til hjælp. I Slaget ved Cassel 1328 blev Zannekin og hans tilhængere afgørende besejret af den franske hær. Zannekin faldt i slaget.